# GreenSet

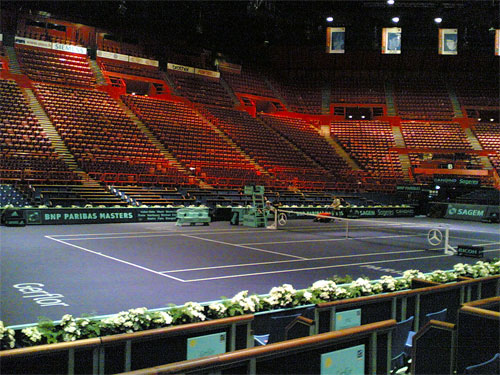
Il campo del Master 1000 di Parigi-Bercy

Il GreenSet è una superficie in acrilico duro utilizzata in molti tornei di tennis dell'ITF e nei circuiti ATP e WTA.  È fatto di strati di resina acrilica e silice sopra una base di cemento (per strutture permanenti), o sopra una piattaforma di legno (per locali con uso occasionale).
Le superfici GreenSet sono omologate dalla "ITF Court Pace Rating" e classificate nelle categorie Medium-Slow, Medium e Medium-Fast.
Il GreenSet è in uso dal 1970, quando fu introdotto per la prima volta in Europa.  Da allora, oltre 60.000 campi da tennis in tutto il mondo sono stati rivestiti con GreenSet.
Il GreenSet è stato anche scelto per numerosi eventi occasionali, in particolare indoor:
- Master 1000 di Parigi-Bercy[3]
- Basilea Indoor[4]
- Open Sud de France
- Olimpiadi 2016 e Paralimpiadi 2016[5]
- ATP Finals alla O2 Arena (2009-2020)[6]
- Australian Open (dall'edizione 2020)[7]

Anche molti incontri di Coppa Davis e Fed Cup si svolgono sui campi di GreenSet.